# Kfely (Horní Slavkov)
Kfely (německy Gfell) jsou osada, základní sídelní jednotka Horního Slavkova v okrese Sokolov v Karlovarském kraji. Roku 2011 zde žilo 30 obyvatel. V roce 2016 bylo v osadě evidováno 25 adres.
Kfely (Kfely u Horního Slavkova) je také název katastrálního území o rozloze 6,6 km2.

## Geografie
Kfely se nacházejí 2 kilometry severovýchodně od Horního Slavkova ve Slavkovském lese v nadmořské výšce 600 metrů. Osada se rozkládá v údolí bezejmenného potoka při silnici směřující z Horního Slavkova do údolí řeky Teplé. Na železniční trati z Karlových Varů do Mariánských Lázní se v údolí Teplé nachází vlaková zastávka Kfely.

## Historie
Nejstarší zmínka o osadě je pravděpodobně z roku 1489, kdy se Kfely uvádějí v souvislosti s bečovským hradem. Někteří historici kladou první zmínku o Kfelích do 14. století. Údaj vychází z opisu listiny z roku 1383, která potvrzuje určitá privilegia vesničanům z Kfel. V okolí osady se začínala velmi brzy rozvíjet důlní činnost v pásmu stříbrných žil. Tyto rudní žíly byly objeveny mezi Horním Slavkovem a Kfely už ve 13. století, není však prokázáno, zda se zde již v této době těžily.
Ve druhé polovině 15. století se stala osada součásti bečovského panství, od roku 1615 se znovu vrátily Kfely pod hornoslavkovskou vrchnost. Vrchnost změnily ještě několikrát, berní rula z roku 1654 uvádí Kfely jako součást panství Bečov. Roku 1785 se v Kfelích uvádí 40 domů. V polovině 19. století měla osada 46 domů a 245 obyvatel. V  té době měly Kfely vandrovní školu, od roku 1854 samostatnou jednotřídní školu. Po vzniku samostatných politických obcí se staly Kfely osadou obce Božíčany, v roce 1876 získaly správní samostatnost. V dalších letech se několikrát změnila okresní příslušnost. Během let 1850 až 1855 náležela osada do okresu Karlovy Vary, 1855 až 1868 do okresu Loket. V letech 1868 až 1913 náležely Kfely do okresu Falknov, pak opět do okresu Loket, a to až do zrušení loketského okresu. V letech 1949 až 1951 náležely Kfely do okresu Sokolov, poté devět let k okresu Karlovy Vary.
Po odsunu německého obyvatelstva po druhé světové válce se osada postupně vylidnila, ve vyprázdněných domech se usídlili pracovníci uranových dolů. Po ukončení těžby uranu ve Slavkovském lese byla většina domů zbourána. Na jejich základech došlo později ke stavbám rekreačních chalup.

## Obyvatelstvo
Při sčítání lidu v roce 1921 zde žilo 285 obyvatel, z toho 283 Němců a dva cizinci. K římskokatolické církvi se hlásilo 281 obyvatel, čtyři k evangelické.
| Rok            | 1869 | 1880 | 1890 | 1900 | 1910 | 1921 | 1930 | 1950 | 1961 | 1970 | 1980 | 1991 | 2001 | 2011 |
| -------------- | ---- | ---- | ---- | ---- | ---- | ---- | ---- | ---- | ---- | ---- | ---- | ---- | ---- | ---- |
| Počet obyvatel | 358  | 398  | 376  | 382  | 328  | 285  | 296  | 92   | -    | -    | -    | -    | 15   | 30   |
| Počet domů     | 46   | 49   | 53   | 55   | 54   | 55   | 56   | 52   | -    | -    | -    | -    | 2    | 5    |

## Pamětihodnosti
- Distribuční trafostanice Kfely, na území Česka jedinečná technická památka
- Pomník obětem 1. světové války z roku 1924